# 5-я армия (вермахт)
Не следует путать с 5-й немецкой армией в Первой мировой войне
5-я армия (нем. 5. Armee) — германская армия, принимала участие во Второй мировой войне.

## Боевой путь
Появилась осенью 1938 г. в ходе Судетского кризиса и была развёрнута на западной границе Германии в районе Саар—Пфальц. Она была создана на основе штаба и войск 6-го армейского корпуса во главе с генералом пехоты Куртом Либманом. В составе армии входило пять дивизий, подчиненных командованию 6-го армейского корпуса, и два пограничных командования. После окончания кризиса армия распущена. Вторично 5-я армия создана 25 августа 1939 на основе того же 6-го армейского корпуса и в том же районе. 13 октября 1939 переформирована в 18-ю армию.

## Состав в 1938 г
- 8-е пограничное командование
- 9-е пограничное командование

### 6-й армейский корпус
- 6-я пехотная дивизия
- 26-я пехотная дивизия
- 41-я ландверная дивизия
- 57-я ландверная дивизия
- 92-я ландверная дивизия

## Состав в 1939 г
- 58-я пехотная дивизия
- 87-я пехотная дивизия
- Штаб 6-го армейского корпуса
- Штаб 30-го армейского корпуса
- Пограничный отряд «Трир»

### 5-й армейский корпус
- Часть 22-й пехотной дивизии
- 225-я пехотная дивизия

### 27-й армейский корпус
- 16-я пехотная дивизия
- 69-я пехотная дивизия
- 211-я пехотная дивизия
- 216-я пехотная дивизия

### Пограничное командование «Эйфель»
- 26-я пехотная дивизия
- 86-я пехотная дивизия
- 227-я пехотная дивизия

## Командующий
- генерал пехоты Курт Либман[нем.]